# Museo Mariano Procópio
El Museo Mariano Procópio (en portugués: Museu Mariano Procópio) es un museo de arte, historia y ciencias naturales ubicado en la ciudad de Juiz de Fora en Minas Gerais, Brasil.
El museo consiste en dos edificios: el inmueble Villa Ferreira Lage, construido entre 1856 y 1861, y un anexo construido en 1922 para uso específico para el museo. Junto con su arte y armería, el museo además sirve como una importante colección de elementos de interés ecológico para la región con grandes jardines con diversos ejemplares de flora autóctona brasileña.
La entrada al museo es gratuita.

## Historia
El museo fue fundado en 1915 por el empresario brasileño Alfredo Ferreira Lage y fue el primer museo en construirse en el estado de Minas Gerais y el tercer museo en construirse en todo Brasil.

## Colección
La colección del Museo Mariano Procópio consiste en aproximadamente 50.000 objetos de valor histórico, artístico y científico, incluyendo pinturas, esculturas, impresiones, dibujos, libros raros, documentos, fotografías, mobiliario, plata, armadura, monedas, postales, ropa, porcelain, cristal y piezas de historia natural.

## Galería

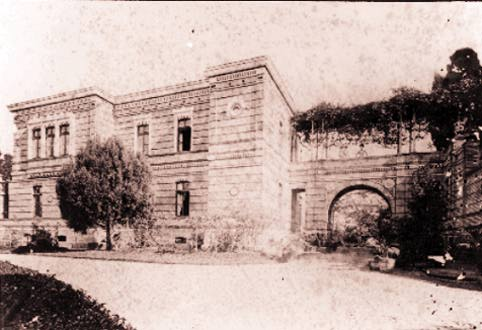
La Villa a principios del siglo XX.
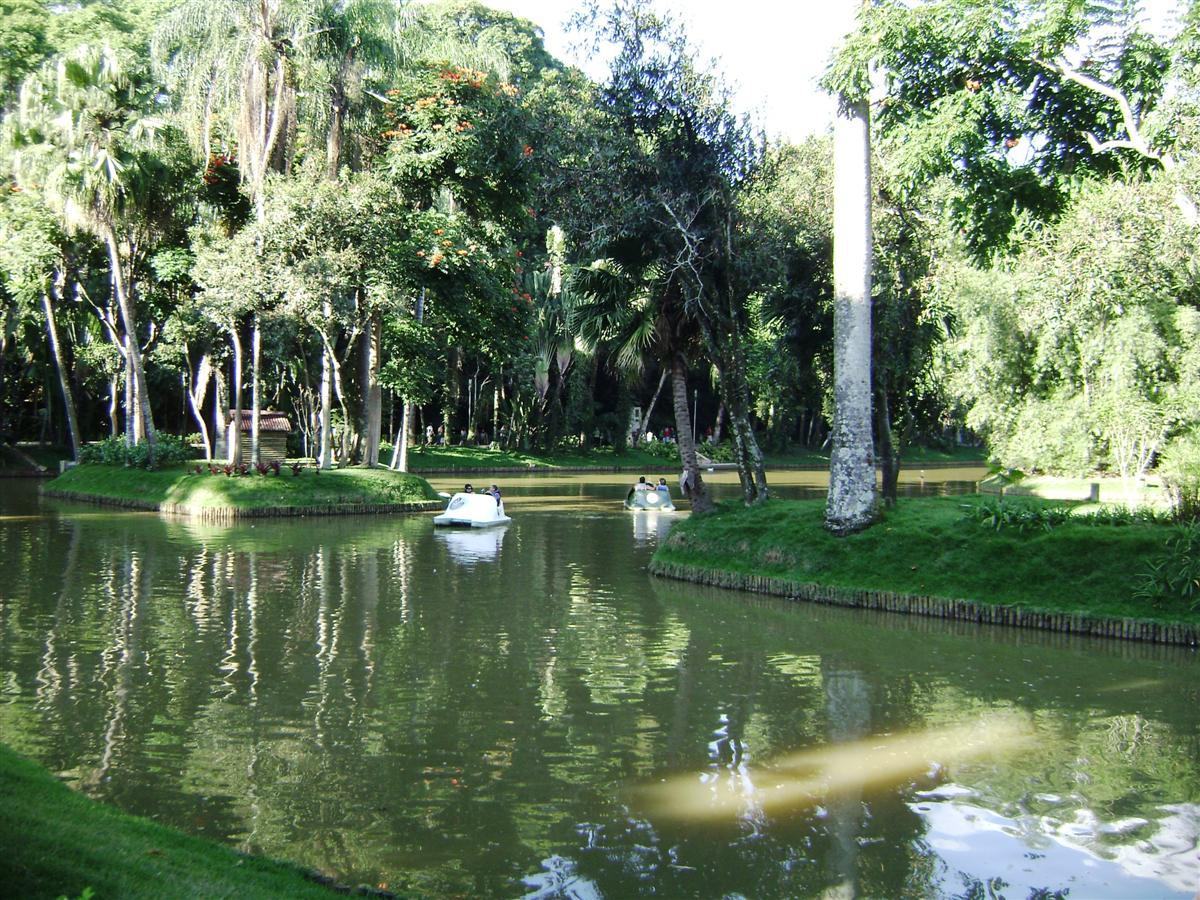
Lago dentro del parque Mariano Procópio, abierto al público.
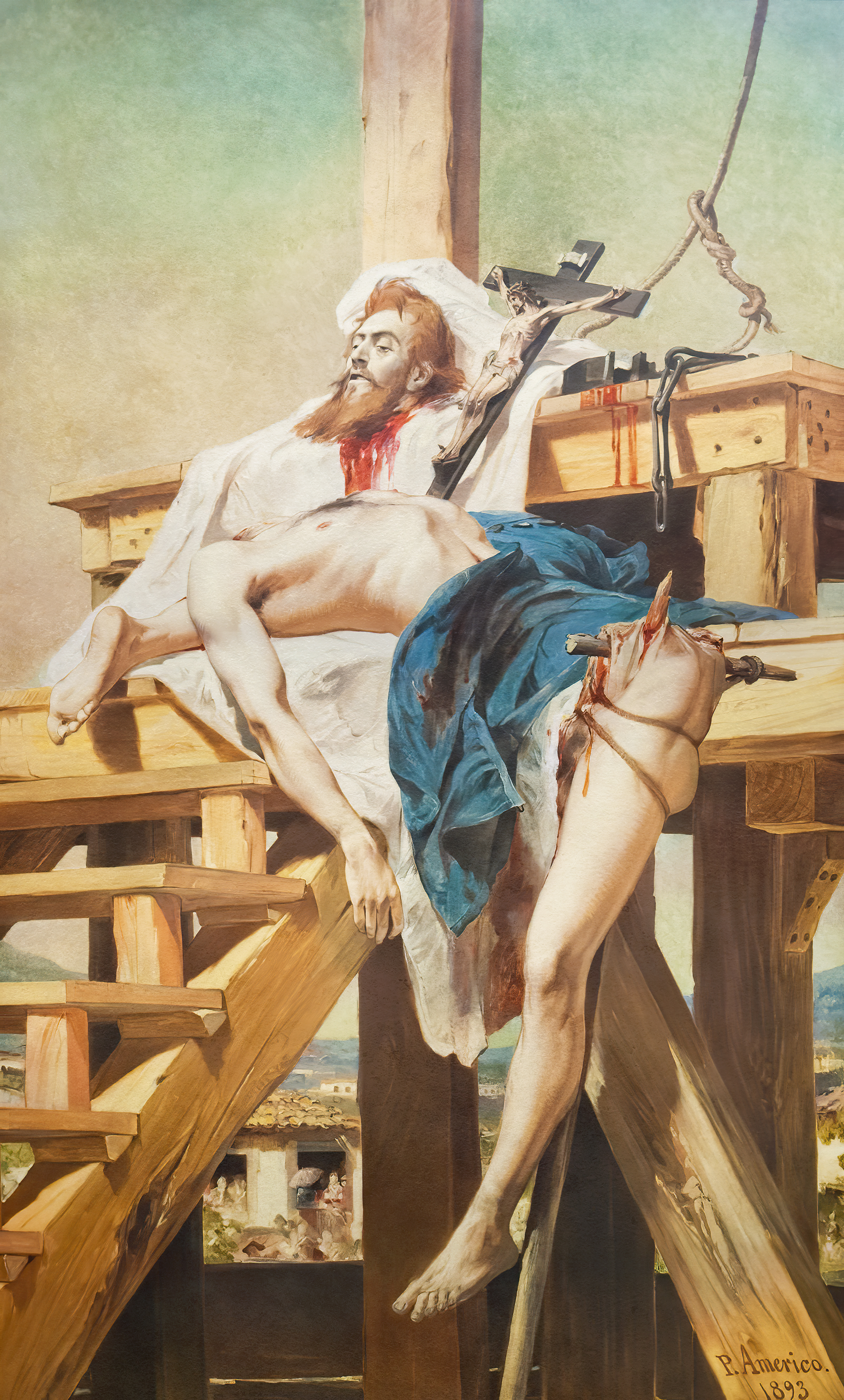